# برونزينو
أنيولو دي كوزيمو (بالإيطالية: Agnolo di Cosimo) (17 نوفمبر 1503 - 23 نوفمبر 1572) ويعرف عادة باسم إل برونزينو أو أنيولو برونزينو (برزت محاولات خاطئة في الماضي للتأكيد أن اسمه أنيولو توري وحتى أنجيلو (أنيولو) ألوري). كان رسامًا إيطاليًا أسلوبيًا من فلورنسا. يشير لقبه برونزينو غالبًا إلى بشرته الداكنة نسبيًا.

## أعماله

### لوحات الصور الشخصية
وُضِع برونزينو للمرة الأولى تحت رعاية ميديشي في عام 1539، عندما كان أحد الفنانين المختارين لرسم الزخارف المتقنة لحفل زفاف إلينورا دي توليدو -ابنة نائب ملك نابولي- إلى كوزيمو دي ميديشي. لم يمض وقت طويل قبل أن أصبح برونزينو -وظل كذلك معظم حياته المهنية- الرسام الرسمي للدوق وبلاطه. أثرت صوره الشخصية -التي تُقرأ غالبًا كأمثلة أنيقة وعصرية للثقة والعجرفة عديمة المشاعر- على مجرى فنون رسم البلاط الأوروبية لمدة قرن. توجد هذه اللوحات المعروفة على هيئة إصدارات ونسخ عديدة. بالإضافة إلى رسمه صورًا لنخبة فلورنتين، رسم برونزينو أيضًا صورًا للشاعرين دانتي (في العام 1530 تقريبًا، وموجودة الآن في واشنطن العاصمة) وبيترارك.
تشمل أعمال برونزينو الأكثر شهرة السلسلة المذكورة أعلاه للدوق والدوقة كوزيمو وإلينورا وشخصيات من بلاطهم مثل بارتولوميو بانشيتشي وزوجته لوكريزيا. تشتهر تلك اللوحات -خاصةً تلك التي تُظهر الدوقة- باهتمامها الدقيق بتفاصيل الأزياء التي تأخذ تقريبًا شخصية خاصة. تظهر الدوقة في الصورة مع ابنها الثاني جيوفاني الذي توفي بسبب الملاريا في عام 1562 مع والدته، ومع أن اللوحة عبارة عن صور شخصية للجالسين، ولكن يشغل النسيج الفخم للفستان مساحة أكبر من اللوحة مقارنة بالشخصيتين. في الواقع، كان الثوب نفسه موضوع نقاش؛ إذ انتشرت شائعات كثيرة بأنه كان الثوب المفضل لدى الدوقة وأنها دُفنَت فيه. ومع ذلك، تبين فيما بعد كذب الشائعات، واقترح آخرون بناءً على ذلك أن الثوب لم يكون موجودًا في الأساس وأن برونزينو اخترع الأمر كله معتمدًا على عينة من القماش فقط. على أي حال، أعاد برونزينو ومتجره إنتاج هذه الصورة مرارًا وتكرارًا لتصبح أحد أكثر صور الدوقة شهرةً. تعود النسخة المصورة هنا إلى معرض أوفيزي، وهي أحد أفضل الأمثلة الباقية.
يستخدم برونزينو مبدأ اللوحات الاستعارية كما في صورة قائد أسطول جنوا أندريا دوريا بتصويره كنبتون. ربما يعتبر ذلك أقل تقليدية ولكنه أكثر إثارة للإعجاب بسبب رسمه لشخص معروف وهو عارِ الجسد وتصويره كشخصية أسطورية. وأخيرًا، كان برونزينو شاعرًا أيضًا بالإضافة إلى كونه رسامًا. ولعل أكثر لوحاته شخصيةً هي تلك التي تصور شخصيات حقيقية أخرى كتلك الخاصة بصديقته الشاعرة لورا باتيفيري. أدت الطبيعة المثيرة التي تميز الصور العارية الذكرية، وكذلك الإشارات المثلية الجنسية في شعره إلى اعتقاد العلماء بمثلية برونزينو.

### المواضيع والاستعارات الدينية

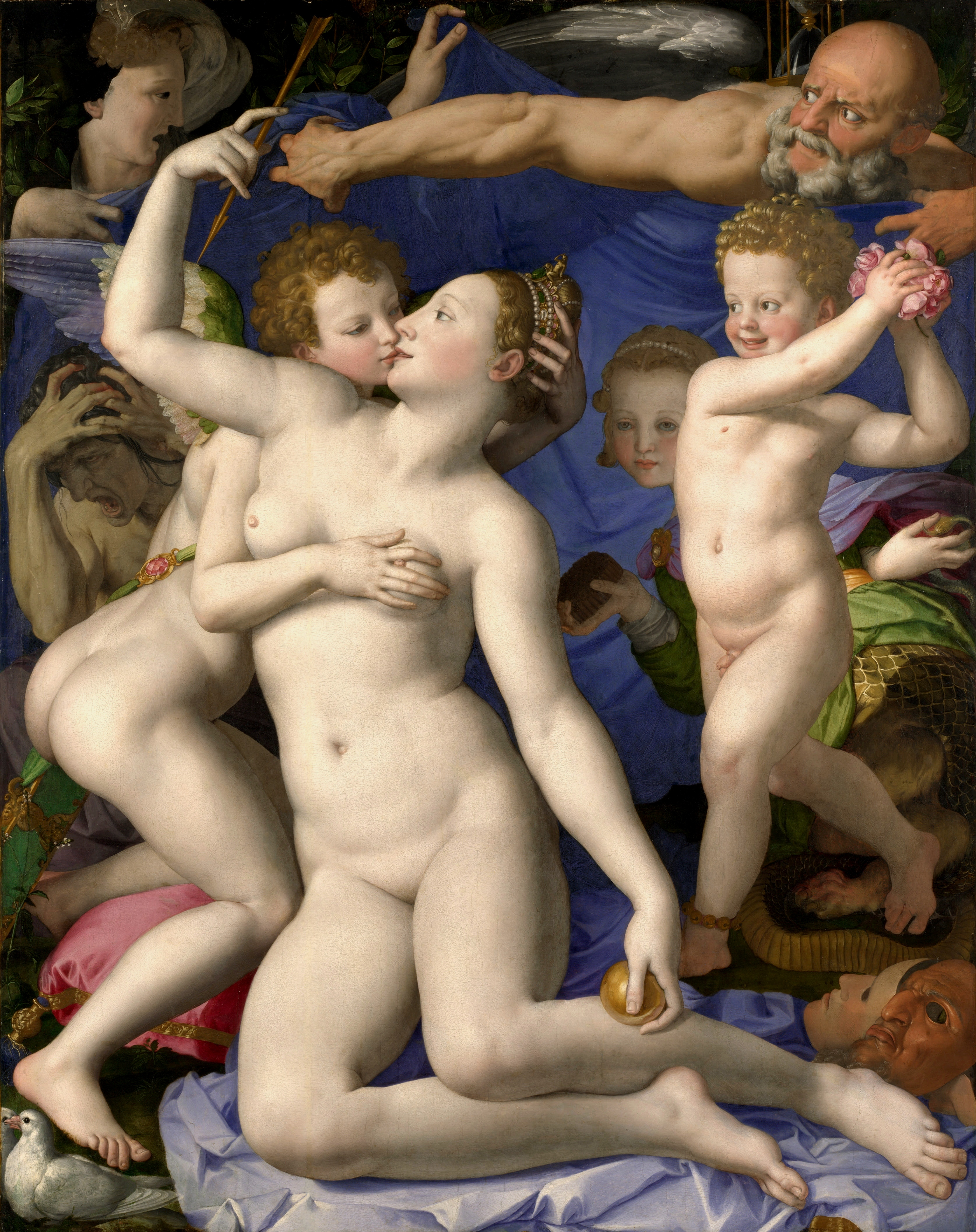
رمزية انتصار فينوس عام 1545 بريشة الرسام أغنولو برونزينو. المعرض الوطني ، لندن.

بدأ برونزينو في الأعوام 1540 و1541 العمل على الزخرفة الجصية لكنيسة إلينورا دي توليدو في قصر فيكيو معتمدًا رسم لوحة توديع السيد المسيح بالزيت لتكون مذبحًا للكنيسة. قبل ذلك، كان أسلوبه في النمط الديني أقل منهجية مستندًا إلى تكوينات متوازنة من عصر النهضة العليا. ومع ذلك، كان منمقًا وكلاسيكيًا في هذه الجدارية، وتعتبر أعماله الدينية أمثلة على جماليات منتصف القرن السادس عشر لبلاط فلورنتين التي توصَف عادةً بأنها تقليدية ومنمقة للغاية وغير شخصية أو عاطفية. تعتبر لوحة «عبور البحر الأحمر» نموذجًا لنهج برونزينو في ذاك الوقت، ولا ينبغي الادعاء بافتقار برونزينو أو البلاط إلى الحماس الديني بناءً على الأسلوب المفضل لدى البلاط. في الواقع، كانت الدوقة إلينورا راعية سخية للنظام اليسوعي المؤسس حديثًا آنذاك.
تميل أعمال برونزينو إلى استخدام إشارات معقدة ودقيقة لرسامين السابقين، كما هو الحال في أحد لوحاته الجدارية الكبرى الأخيرة التي سُمَّيَت «استشهاد القديس لورنس» (سان لورينزو عام 1569)؛ إذ يمكن إرجاع العديد من الإشارات إلى رافائيل أو إلى مايكل أنجلو اللذين قدسهما برونزينو (راجع بروك). كانت مهارة برونزينو في الصور العارية شديدة التشفير في لوحة «فينوس وكيوبيد وفولي وتايم» التي تنقل مشاعر قوية من الإثارة الجنسية باستعارات أخلاقية رمزية. تشمل أعماله الرئيسية الأخرى صنع سلسلة «قصة يوسف» لأقمشة المفروشات المصممة خصيصًا لقصر فيكيو.
لا تزال العديد من أعمال برونزينو موجودة في فلورنسا، ولكن يمكن العثور على أعمال أخرى في المعرض الوطني في لندن وأماكن أخرى أيضًا.

## روابط خارجية
- برونزينو على موقع الموسوعة البريطانية (الإنجليزية)
- برونزينو على موقع ميوزك برينز (الإنجليزية)
- برونزينو على موقع ديسكوغز (الإنجليزية)